# Eruzione vulcanica

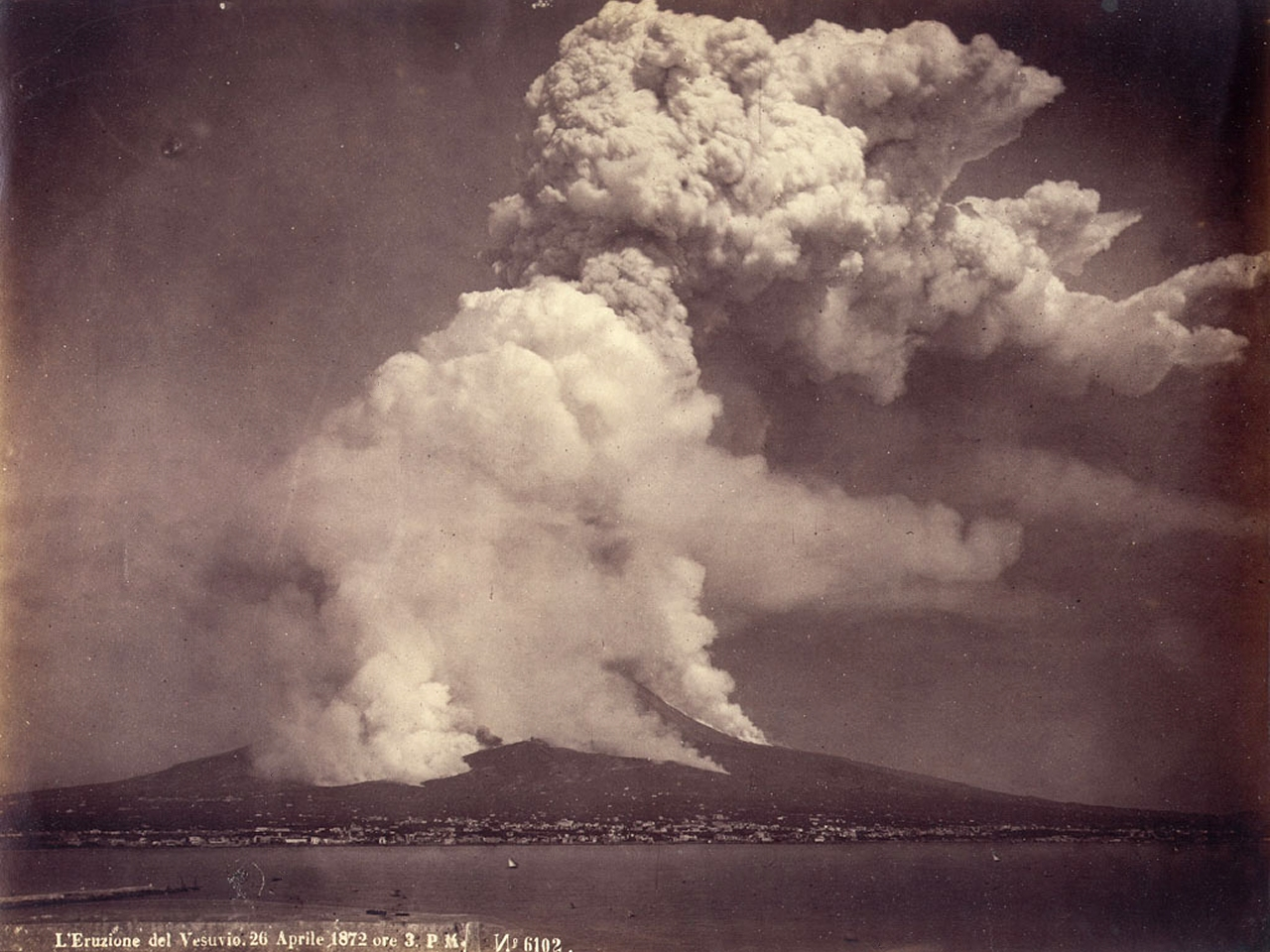
Eruzione del Vesuvio nel 1872

Per eruzione vulcanica s'intende la fuoriuscita sulla superficie terrestre, in maniera più o meno esplosiva, di magma (una volta eruttato il magma prende il nome di lava) ed altri materiali gassosi provenienti dal mantello o dalla crosta terrestre. In genere un'eruzione vulcanica avviene o dal cratere principale di un vulcano o dai crateri secondari presenti nell'edificio vulcanico. Un'eruzione può essere definita in base al suo grado di violenza che ricade all'interno di una scala chiamata "Indice di esplosività vulcanica".
Ci sono diversi tipi di vulcani: vulcani attivi, quiescenti e spenti. 

## Classificazione dei tipi di eruzione
La classificazione si basa sulle caratteristiche magmatiche e quindi sul tipo di eruzione, da effusiva hawaiana ad esplosiva peleana.
Considerando il tipo e la potenza dell'attività eruttiva di un vulcano si hanno:
1. Vulcani ad eruzione di tipo hawaiiano;
2. Vulcani ad eruzione di tipo islandese;
3. Vulcani ad eruzione di tipo surtseiano;
4. Vulcani ad eruzione di tipo stromboliano;
5. Vulcani ad eruzione di tipo vulcaniano;
6. Vulcani ad eruzione di tipo vesuviano (oppure sub-pliniano);
7. Vulcani ad eruzione di tipo pliniano e peleano (ultra-Pliniano);
8. Grandi caldere (supervulcani).

### Tipo hawaiano
Le eruzioni non sono riconducibili alla tettonica, cioè non sono dovute a movimenti della placca quanto piuttosto a dei fenomeni che vedono il magma risalire dai pennacchi caldi fino ai punti caldi (hot spot); la sommità del vulcano è occupata da una grande depressione chiamata caldera, limitata da ripide pareti a causa del collasso del fondo. Altri collassi avvengono all'interno della caldera, creando una struttura a pozzo. La lava è molto basica e perciò molto fluida, essa produce edifici vulcanici dalla tipica forma a scudo, con debolissime pendenze dei rilievi.

### Tipo islandese

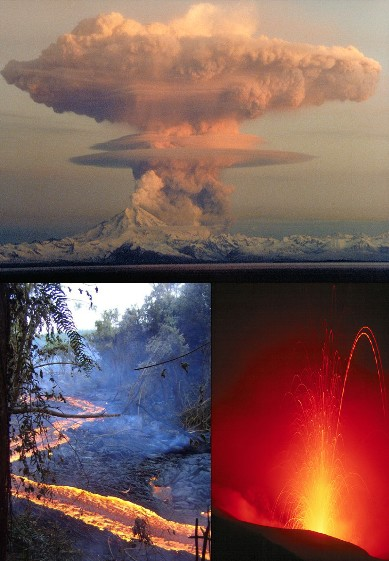
Alcune strutture eruttive che si formano a seguito di un'eruzione di tipo pliniano (in alto), hawaiano e stromboliano (in basso)

Sono chiamati anche vulcani fessurali poiché le eruzioni avvengono attraverso lunghe fenditure e non da un cratere circolare. Le colate, alimentate da magmi basici e ultrabasici, tendono a formare degli altopiani basaltici (plateaux basaltici). Al termine di un'eruzione fissurale (o lineare), la fessura eruttiva può sparire perché ricoperta dalla lava fuoriuscita e solidificata, fino a che non riappare alla successiva eruzione. Gli esempi più caratteristici si trovano in Islanda, da cui la particolare denominazione del tipo; un ottimo esempio di eruzione di vulcano islandese è quella del Laki del 1783, una delle più famose eruzioni vulcaniche della storia europea.

### Tipo surtseiano
Dal nome dell'isola di Surtsey emersa dalla superficie dell'Oceano atlantico (a sud dell'Islanda) nel 1963. La interazione dei magmi con le acque ha dato luogo ad un cono di scorie. In questo tipo di eruzione il grado di frammentazione del magma è alto, con bassa magnitudo.

### Tipo stromboliano
Magmi da basaltici a intermedi, mediamente viscosi, danno luogo ad un'attività duratura caratterizzata dalla emissione a intervalli regolari di fontane di lava e brandelli di lava che raggiungono centinaia di metri di altezza e dal lancio di lapilli e bombe vulcaniche. La ricaduta di questi prodotti crea coni di scorie dai fianchi abbastanza ripidi. Stromboli, l'isola-vulcano dal quale prende il nome questo tipo di attività effusiva, è in attività da due millenni, tanto da essere noto, sin dai tempi delle prime civiltà, come il "faro del mar Mediterraneo".

### Tipo vulcaniano
Dal nome dell'isola di Vulcano nell'arcipelago delle isole Eolie. Sono eruzioni esplosive nel corso delle quali vengono emesse bombe di lava e nuvole di gas cariche di ceneri. Le esplosioni possono produrre fratture, la rottura del cratere e l'apertura di bocche laterali. Questa eruzione è stata osservata per la prima volta su questo vulcano ma non è la tipologia caratteristica di eruzione per lo stesso.

### Tipo vesuviano (o sub-pliniano)
Dal nome del vulcano Vesuvio, è simile al tipo vulcaniano ma con la differenza che l'esplosione iniziale è tremendamente violenta tanto da svuotare gran parte della camera magmatica: il magma allora risale dalle zone profonde ad alte velocità fino ad uscire dal cratere e dissolversi in minuscole goccioline. Quando questo tipo di eruzione raggiunge il suo aspetto più violento viene chiamata eruzione di tipo pliniano (in onore di Plinio il Giovane che per primo ne descrisse lo svolgimento, nel 79 d.C.)

### Tipo pliniano (e peléeano)
Le eruzioni sono prodotte da magma molto viscoso. Si formano frequentemente nubi ardenti, formate da gas e lava polverizzata. Sono eruzioni molto pericolose che si concludono generalmente con il collasso parziale o totale dell'edificio vulcanico o con la fuoriuscita di un tappo di lava detto spina vulcanica o duomo. In alcuni casi si verificano entrambi i fenomeni. Gli apparati vulcanici che manifestano questo comportamento eruttivo sono caratterizzati dalla forma a cono. Queste eruzioni prendono il nome da Plinio il giovane che per primo descrisse questo tipo di eruzione osservando l'eruzione del Vesuvio del 79 d.C. (eruzione che sommerse di ceneri Pompei ed Ercolano). Una variante dell'eruzione pliniana è la peléeana: se durante un'eruzione pliniana il corpo principale della nube ardente esce dal cratere sommitale e va verso l'alto, durante un'eruzione peleana (che prende il nome dal vulcano La Pelée della Martinica), il vulcano erutta non centralmente dal cratere ma lateralmente smembrando parte dell'edificio vulcanico. Tale eruzione ha effetti devastanti concentrati nella direzione di eruzione della nube ardente principale che può arrivare fino ad oltre 20 km dall'edificio vulcanico (come accaduto nel 1980 nell'eruzione del Monte Sant'Elena).
Altre varianti dell'eruzione pliniana sono le eruzioni krakatoiane e ultra-Pliniane: questo tipo di eruzioni si caratterizzano sia per avere un indice di esplosività ancora maggiore, che può arrivare a distruggere completamente l'edificio vulcanico (ne sono un esempio il Krakatoa o il Santorini), sia soprattutto per le enormi quantità di ceneri vulcaniche che vengono emesse. Le esplosioni di questo tipo, in base alla grande quantità di cenere che rimane in sospensione in atmosfera, possono avere ripercussioni più o meno grandi sul clima mondiale negli anni successivi all'eruzione.

### Grandi caldere (supervulcani)
Merita un discorso a parte il caso delle 7-8 grandi caldere individuate sulla superficie terrestre, che pur non essendo riconosciute come veri e propri vulcani sono anche note come supervulcani. Tali strutture si caratterizzano per non avere un edificio vulcanico quanto semmai una depressione di origine vulcanica (detta caldera), che ricopre un'area molto vasta, 10–15 km o più. All'interno della caldera è possibile notare lo sviluppo di vari crateri più o meno formati. Non è mai stata osservata un'eruzione di questo tipo di caldere (che hanno periodi di eruzione di centinaia di migliaia di anni) ed oggi tali aree sono soggette solo ad un vulcanismo di tipo secondario (geyser, fumarole, sorgenti termali, bradisismo, etc.). Gli esempi più noti di questo tipo di apparati sono il parco di Yellowstone, i Campi Flegrei, il lago Toba. I supervulcani generano due tipi di eruzioni, classificate come supereruzioni e megaeruzioni.

## Struttura di un vulcano

Spaccato strutturale di un vulcano.

Il vulcano è composto da una struttura a monte, detta cono vulcanico, al di sotto del quale si trova la camera magmatica, o bacino magmatico, che è un deposito temporaneo in cui il magma si raccoglie per un periodo di tempo prima di uscire. Il magma, i gas, i vapori e i materiali solidi passano nel camino vulcanico ed escono dai crateri vulcanici.
Oltre ad emettere lava, ovvero il materiale fluido che cola dai vulcani, privo di gas e avente temperature più basse del magma, un vulcano può anche fare uscire gas, cioè: anidride carbonica, idrogeno, anidride solforosa, vapore acqueo, o acqua juvenile, ed idrogeno solforato che è mortale. I materiali solidi che fuoriescono dal vulcano sono distinti in ceneri che sono particelle minuscole, lapilli al diametro da 1 a 4 cm e bombe vulcaniche, da pochi centimetri a qualche metro.
Esistono due principali tipi di eruzioni:
- Esplosive: il magma è viscoso e gassoso. Lapilli incandescenti vengono proiettati in aria;
- Effusive: il magma è fluido e cola lungo le falde del vulcano.

Le eruzioni esplosive vengono classificate in base alla viscosità del magma, esistono le eruzioni: stromboliane, vulcaniche, pliniane, peleane. Un vulcano di tipo peleano è il vulcano di St.Helens, che dopo anni di quiescenza è tornato violentemente in attività nel 1980.
Un vulcano è attivo se negli ultimi 100 anni ha avuto almeno un'eruzione, quiescente se negli ultimi 100 anni non ha eruttato ma emette gas e vapori, spento se da diversi secoli non ha manifestato segni di attività (neanche l'emissione di gas e vapori).
L'eruzione vulcanica è innescata dallo stesso meccanismo che porta alla fuoriuscita dei geyser. Al raggiungimento del punto critico di fusione del magma, corrisponde una pressione critica che caratterizza l'eruzione. Il magma ha una notevole componente gassosa comprimibile (non solo la lava che è liquida e incomprimibile); per ogni gas esiste una pressione al di sopra della quale esso diviene liquido. Il vulcano è un sistema aperto che scambia massa con l'esterno, dove c'è la pressione atmosferica.
Per via di questo mancato isolamento, la pressione critica non può essere permanente e un suo rilascio causa un'espansione violenta.
Il lavoro che viene liberato è funzione del salto di pressione (massimo quando raggiunge la pressione critica) e del volume specifico raggiunto (minimo quando il gas liquefa).
Gli aumenti di temperatura e pressione sono paralleli (la trasformazione è iso-termobarica), e possono essere indotti mediante delle onde elettromagnetiche a bassa frequenza. Infatti, le onde ad alta frequenza non sarebbero in grado di penetrare in profondità per scaldare il magma leggermente al di sopra del suo punto di fusione.

## Vulcanismo secondario
I fenomeni di vulcanismo secondario sono:
- fumarole, piccole fessure nel suolo da cui viene emesso vapore acqueo a circa 100 °C: a contatto con l'aria il vapore si raffredda e condensa formando dei "fumi" da cui deriva il nome del fenomeno.

- soffione, un particolare tipo di fumarole: in questo caso il vapore acqueo fuoriesce dal suolo a forti pressioni e a temperature fra i 120 e i 200 °C.

- mofete: sono emissioni di anidride carbonica. Questo gas è più pesante dell'aria e perciò ristagna nella strato d'aria a diretto contatto con il suolo, rendendo difficile la respirazione.

- solfatare, emissioni di gas contenenti zolfo, come l'anidride solforosa e l'idrogeno solforato. Intorno a queste emissioni le rocce si presentano ricoperte da uno strato i colore giallo per la sublimazione dello zolfo.

- geyser, spettacolari getti intermittenti di acqua bollente e vapore acqueo, che vengono generalmente emessi ad intervalli regolari di tempo. Si formano in cavità piene d'acqua presenti nella crosta terrestre; a contatto con rocce incandescenti l'acqua si riscalda, entra in ebollizione e, insieme al vapore acqueo, viene espulsa sotto forma di getto; l'acqua poi ricade nel condotto del geyser e il ciclo si ripete.

- acque termali, acque calde che risalgono in superficie dal sottosuolo: possono derivare dal vapore acqueo proveniente dal magma e condensatosi, oppure dal riscaldamento di acque sotterranee per contatto con rocce calde.